# Caeremoniale Episcoporum
Das Caeremoniale Episcoporum („Zeremonienbuch der Bischöfe“) enthält als Ergänzung zu den sonstigen gottesdienstlichen Büchern des Römischen Ritus, namentlich zum Missale Romanum und Pontificale Romanum, normative Ausführungen über die liturgischen Handlungen von und mit Bischöfen sowie in den Kathedralen. Ihr Gottesdienst gilt als Vorbild und Muster für die liturgischen Feiern in allen übrigen Kirchen der Diözesen. Das Caeremoniale Episcoporum ist das einzige liturgische Buch, das nur Rubriken, also keine biblischen Lesungen, Gesänge oder Gebete enthält, und ist daher ein liturgisches Buch nur in weiterem Sinn.

## Geschichte
Das Caeremoniale Episcoporum ist liturgiegeschichtlich ein junges Buch. Es verdankt sein Entstehen der Anregung und Mitarbeit des hl. Karl Borromäus († 1584) und stellt eine Adaptation von Zeremonienbüchern für den Papst und die Kardinäle, vor allem des sogenannten Caeremoniale Romanum, an die Bedürfnisse von Diözesanbischöfens sowie der bedeutenderen Kirchen außerhalb Roms dar (... Pro omnibus Ecclesiis, pra[e]cique autem Patriarchalibus, Metropolitanis, Cathedralibus & Collegiatis). Unmittelbares Vorbild war das Werk De caeremoniis cardinalium et episcoporum in eorum dioecesibus libri dvo des päpstlichen Zeremonienmeisters Paride De Grassis († 1528), postum von seinem Kollegen Francesco Mucanzio († 1592) erstmals gedruckt 1564 in Rom.
Nach siebzehnjähriger Vorarbeit durch einen Redaktionsausschuss unter den Päpsten Gregor XIII. und Sixtus V. ließ Papst Clemens VIII. die erste amtliche Ausgabe des Caeremoniale Episcoporum im Jahr 1600 erscheinen. Unter seinen Nachfolgern wurden diverse Änderungen vorgenommen. Veränderte Ausgaben erschienen 1650 unter Innozenz X. und 1727 unter Benedikt XIII. Die Neuausgabe von 1742 durch Benedikt XIV. fügte ein Buch III hinzu, dessen Inhalt den päpstlichen Kirchenstaat betraf. Papst Leo XIII. veranstaltete 1886 eine neue Editio typica, in der, trotz zwischenzeitlichen Untergangs des Kirchenstaates, das Buch III erhalten blieb.
Die 1948 letztmals nachgedruckte Ausgabe der Editio typica von 1886 trägt den Titel:
- Caeremoniale episcoporum Clementis VIII, Innocentii X et Benedicti XIII iussu editum, Benedicti XIV et Leonis XIII auctoritate recognitum.

## Reformausgaben
Durch die Liturgiereform Papst Pius XII. hinfällig gewordene Kapitel über die Kar- und Osterliturgie wurden ersetzt durch:
- Ritus pontificalis Hebdomadae Sanctae instauratus. Editio typica 1957.

Bei der vom Zweiten Vatikanischen Konzil beschlossenen Generalrevision der liturgischen Bücher entstand unter Papst Paul VI. die heute maßgebliche Neufassung:
- Caeremoniale Episcoporum ex decreto Sacrosancti Oecumenici Concilii Vaticani II instauratum, auctoritate Pauli PP. VI promulgatum. Typis Polyglottis Vaticanis MXMLXXV.

Die Ausarbeitung begann 1971 unter maßgeblicher Mitwirkung des Kölner Liturgikers Theodor Schnitzler. Doch gelangte das Buch 1975 nur mit dem Aufdruck Bozze di stampa („Druckfahnen“) an die Öffentlichkeit. Rechtskraft erlangte erst die (leicht veränderte) Ausgabe von 1984:
- Caeremoniale Episcoporum ex decreto Sacrosancti Oecumenici Concilii Vaticani II instauratum, auctoritate Ioannis Pauli PP. II promulgatum. Editio typica. Typis Polyglottis Vaticanis MXMLXXXIV. (2. Auflage 1985; Nachdruck 1995: ISBN 88-209-4217-8).

Die entsprechende (leicht veränderte) liturgische Ausgabe für das deutsche Sprachgebiet heißt:
- Zeremoniale für die Bischöfe in den katholischen Bistümern des deutschen Sprachgebietes. Hrsg. im Auftrag der Bischofskonferenzen Deutschlands, Österreichs und der Schweiz sowie der (Erz-)Bischöfe von Bozen-Brixen, Lüttich, Luxemburg und Strassburg, Solothurn, Freiburg u. a. 2010, 375 Seiten. ISBN 978-3-451-26734-5.

Die verzögerte amtliche Veröffentlichung des lateinischen Originals und noch einmal der deutschen Übersetzung beeinträchtigte die konsequente Durchführung der Liturgiereform des Zweiten Vatikanischen Konzils auch im deutschen Sprachgebiet.